# Eumenogaster pseudosphecia
Eumenogaster pseudosphecia là một loài bướm đêm thuộc phân họ Arctiinae, họ Erebidae.